# Psychotria pauciflora
Psychotria pauciflora är en måreväxtart som beskrevs av Friedrich Gottlieb Bartling och Dc.. Psychotria pauciflora ingår i släktet Psychotria och familjen måreväxter. Inga underarter finns listade i Catalogue of Life.